# White savior
Der White savior (amerikanisches Englisch für weißer Retter) ist eine wiederkehrende Figur in amerikanischen und europäischen Büchern und Filmen. Der Begriff wird in der Filmkritik verwendet und auch als Filmgenre sowie als Stereotyp verstanden. Dabei retten Weiße in Eigenregie Schwarze bzw. People of Color aus einer Notlage. Es wird nahegelegt, dass diese Menschen außerstande seien, sich selbst zu helfen. Dieses Phänomen ist auch außerhalb der Literatur in der Realität zu beobachten und dort unter dem Begriff des „White Saviorism“ bekannt.

## Bedeutung
Der Journalist David Sirota erläuterte den Begriff 2013 im Internetmagazin Salon.com: „Die Handlungen implizieren immer, dass eine Person of Color sich nicht selbst retten kann. Dies führt dazu, dass sich das weiße Publikum gut fühlt, da es in einer gutmütigen Messias-Rolle dargestellt wird (besser als die des hegemonialen Eroberers), und es zeichnet schwarze Menschen als hilflose Schwächlinge.“
Noah Berlatsky schrieb 2014  im The Atlantic, dass dieses Klischee vor allem in Sklavereifilmen vorkäme. Hier würden die Schwarzen von „edlen“ weißen Menschen gerettet. Außerdem gebe es eine Reihe von Filmen über soziale Brennpunkte in den USA, die dieses Klischee verwenden.
Das insbesondere in US-amerikanischen Filmen häufig wiederkehrende Motiv des White Saviors ist sehr aussagekräftig für die Bedeutungsproduktion von Rassismus. Für viele Zuschauer nicht auf Anhieb offensichtlich, erwecken White-Savior-Filme vordergründig den Anschein, dass eine Annäherung unterschiedlicher ethnischer Figuren durch Begegnung, Freundschaft und/oder Liebesbeziehungen möglich ist und Rassismus überwunden werden kann. Die Narrative der Annäherung und Freundschaft basieren jedoch stets auf der Prämisse, dass Figuren of Color von sozialen Problemen, die vermeintlich typisch für ihre jeweilige ethnische Gruppe sind, betroffen sind. Sie werden als problematisch, defizitär und hilflos dargestellt und bedürfen der Unterstützung weißer – meist männlicher und heldenhafter – Figuren.

## Beispiele von Filmen
| Film                                        | Jahr | Quelle       |
| ------------------------------------------- | ---- | ------------ |
| 12 Years a Slave                            | 2013 | [ 6 ]        |
| American Wildcats                           | 1986 | [ 4 ]        |
| Amistad                                     | 1997 | [ 3 ]        |
| Avatar – Aufbruch nach Pandora              | 2009 | [ 1 ]        |
| Blind Side – Die große Chance               | 2009 | [ 7 ]        |
| Blood Diamond                               | 2006 | [ 8 ]        |
| Cool Runnings – Dabei sein ist alles        | 1993 | [ 4 ]        |
| Dangerous Minds – Wilde Gedanken            | 1995 | [ 4 ]        |
| Der Mann, der König sein wollte             | 1975 | [ 9 ]        |
| Der mit dem Wolf tanzt                      | 1990 | [ 4 ]        |
| Der Prinzipal – Einer gegen alle            | 1987 | [ 4 ]        |
| Die grünen Teufel                           | 1968 | [ 9 ]        |
| District 9                                  | 2009 | [ 1 ]        |
| Django Unchained                            | 2012 | [ 3 ]        |
| Einer flog über das Kuckucksnest            | 1975 | [ 9 ]        |
| Elysium                                     | 2013 | [ 10 ]       |
| Forrester – Gefunden!                       | 2000 | [ 11 ]       |
| Freedom Writers                             | 2007 | [ 12 ]       |
| Glory                                       | 1989 | [ 3 ]        |
| Gran Torino                                 | 2008 | [ 1 ]        |
| Green Book – Eine besondere Freundschaft    | 2018 | [ 13 ]       |
| Half Nelson                                 | 2006 | [ 14 ]       |
| Hardball                                    | 2001 | [ 12 ]       |
| Hidden Figures – Unerkannte Heldinnen       | 2016 | [ 15 ]       |
| Hotel Ruanda                                | 2004 | [ 8 ]        |
| Indiana Jones und der Tempel des Todes      | 1984 | [ 9 ]        |
| Last Samurai                                | 2003 | [ 4 ]        |
| Lawrence von Arabien                        | 1962 | [ 16 ]       |
| Lincoln                                     | 2012 | [ 3 ]        |
| Machine Gun Preacher                        | 2011 | [ 12 ]       |
| Matrix                                      | 1999 | [ 9 ]        |
| Mississippi Burning – Die Wurzel des Hasses | 1988 | [ 1 ]        |
| Music of the Heart                          | 1999 | [ 4 ]        |
| Schrei nach Freiheit                        | 1987 | [ 1 ]        |
| Stargate                                    | 1994 | [ 9 ]        |
| The Help                                    | 2011 | [ 4 ] [ 17 ] |
| Three Kings – Es ist schön König zu sein    | 1999 | [ 9 ]        |
| Tränen der Sonne                            | 2003 | [ 8 ]        |
| Wer die Nachtigall stört                    | 1962 | [ 11 ]       |